# Aléktora
Aléktora (grec moderne : Αλέκτορα) est un village chypriote situé dans le district de Limassol et comptant plus de 64 habitants.